# William Zabka
William Michael Zabka (Nova York, 20 d'octubre de 1965) és un actor, guionista, director i productor estatunidenc. És conegut principalment pels seus papers en pel·lícules icòniques de la dècada de 1980, com ara el de Johnny Lawrence a Karate Kid (1984). El 2004 va ser nominat a un premi Oscar per coescriure i produir el curtmetratge Most.

## Filmografia
| Cinema       | Cinema                                  | Cinema                                                | Cinema                                                                                  |
| Any          | Pel·lícula                              | Paper                                                 | Notes                                                                                   |
| ------------ | --------------------------------------- | ----------------------------------------------------- | --------------------------------------------------------------------------------------- |
| 1984         | Karate Kid                              | Johnny Lawrence                                       |                                                                                         |
| 1985         | Just One of the Guys                    | Greg Tolan                                            |                                                                                         |
| 1985         | National Lampoon's European Vacation    | Jack                                                  |                                                                                         |
| 1986         | Back to School                          | Chas Osborne                                          |                                                                                         |
| 1986         | Karate Kid 2                            | Johnny Lawrence                                       |                                                                                         |
| 1988         | A Tiger's Tale                          | Randy                                                 |                                                                                         |
| 1991         | For Parents Only                        | Ted                                                   | Títol alternatiu: Mean Parents Suck                                                     |
| 1992         | Shootfighter: Fight to the Death        | Ruben                                                 | Títol alternatiu: Shootfighter                                                          |
| 1994         | Unlawful Passage                        | Howie                                                 |                                                                                         |
| 1995         | Shootfighter II                         | Ruben                                                 |                                                                                         |
| 1995         | The Power Within                        | Raymond Vonn                                          | Títol alternatiu: Power Man                                                             |
| 1997         | High Voltage                            | Bulldog                                               |                                                                                         |
| 1999         | Interceptors                            | Dave                                                  | Títols alternatius: Interceptor Force Predator 3: Intercepters The Last Line of Defence |
| 2000         | Falcon Down                             | Security Guard John                                   |                                                                                         |
| 2001         | Ablaze                                  | Curt Peters                                           |                                                                                         |
| 2001         | Mindstorm                               | Rojack                                                | Títols alternatius: Artificial Telepathy Project: Human Weapon                          |
| 2002         | Gale Force                              | Rance                                                 |                                                                                         |
| 2002         | Hyper Sonic                             | The Executive                                         |                                                                                         |
| 2002         | Landspeed                               | Bob Bailey                                            |                                                                                         |
| 2002         | Dark Descent                            | Marty (Opening credits only)                          | Títol alternatiu: Descent Into Darkness                                                 |
| 2002         | Antibody                                | Otto Emmerick                                         |                                                                                         |
| 2003         | Most                                    | -                                                     | Títol alternatiu: The Bridge, screenwriter & producer                                   |
| 2004         | Roomies                                 | Slick Salesman                                        | Títol alternatiu: Wild Roomies                                                          |
| 2007         | Smiley Face                             | Guàrdia de la presó                                   |                                                                                         |
| 2007         | Cake: A Wedding Story                   | Sam                                                   | Títol alternatiu: Cake: A Wedding Comedy                                                |
| 2007         | Starting from Scratch                   | Bill Bowman                                           |                                                                                         |
| 2010         | Jacuzzi al passat                       | Rick Steelman                                         |                                                                                         |
| 2010         | Mean Parents Suck                       | Detectiu Ted Clement                                  |                                                                                         |
| 2014         | Where Hope Grows                        | Milton Malcolm                                        |                                                                                         |
| 2015         | The Dog Who Saved Summer                | Agent Johnny                                          |                                                                                         |
| 2016         | The Man in the Silo                     | Kevin                                                 |                                                                                         |
| Televisió    |                                         |                                                       |                                                                                         |
| Any          | Títol                                   | Paper                                                 | Notes                                                                                   |
| 1983         | The Greatest American Hero              | Clarence Mortner Jr.                                  | 1 episodi                                                                               |
| 1984         | Gimme a Break!                          | Jeffery                                               | 1 episodi                                                                               |
| 1984         | CBS Schoolbreak Special                 | Rick Peterson                                         | 1 episodi                                                                               |
| 1984–1985    | E/R                                     | Druggie Kid/Lladre                                    | 1 episodi                                                                               |
| 1985–1989    | L'equalitzador                          | Scott McCall                                          | 9 episodis                                                                              |
| 1996         | To the Ends of Time                     | Alexander                                             | Pel·lícula per TV                                                                       |
| 2000         | Epoch                                   | Joe                                                   | Pel·lícula per TV                                                                       |
| 2000         | Python                                  | Greg Larsen                                           | Pel·lícula per TV                                                                       |
| 2002         | Python II                               | Greg Larsen                                           | Pel·lícula per TV, acreditat com Billy Zabka                                            |
| 2013         | Robot Chicken                           | Johnny Lawrence, Coronel Steven Shay, Home-llop (veu) | Convidat, Temporada 6, Episodi 15, "Caffeine-Induced Aneurysm"                          |
| 2013–2014    | How I Met Your Mother                   | Pallasso/Ell mateix                                   | Estrella convidada (Temporada 8), Paper recorrent (Temporada 9)                         |
| 2014         | Psych                                   | Coach Bagg                                            | Convidat (Temporada 8)                                                                  |
| 2015         | Gortimer Gibbon's Life on Normal Street | Sensei Jeff                                           | Convidat, Temporada 2, Episodi 9, "Stanley and the Tattoo of Tall Tales"                |
| 2018—present | Cobra Kai                               | Johnny Lawrence                                       | També productor executiu                                                                |